# Trattinnickia burserifolia
Espèce
Synonymes
- Trattinnickia burserifolia var. quinquejuga Engl.[1]
- Trattinnickia subchoripetala Swart[1]

Trattinnickia burserifolia est une espèce d'arbres de la famille des Burseraceae.

## Liste des variétés
Selon Tropicos (20 juillet 2017) (Attention liste brute contenant possiblement des synonymes) :
- variété Trattinnickia burserifolia var. obtusa Engl.
- variété Trattinnickia burserifolia var. quinquejuga Engl.